# Psylliodes kiesenwetteri
Psylliodes kiesenwetteri is een keversoort uit de familie bladkevers (Chrysomelidae). De wetenschappelijke naam van de soort werd in 1864 gepubliceerd door Kutschera.